# Lóknia (Pskov)
|  | Per a altres significats, vegeu «Lóknia». |

Lóknia (en rus: Локня) és un poble (un possiólok) de l'óblast de Pskov, a Rússia, segons el cens del 2021 tenia 3.541 habitants. És el centre administratiu del districte (raion) homònim.